# Kurd Schwabe

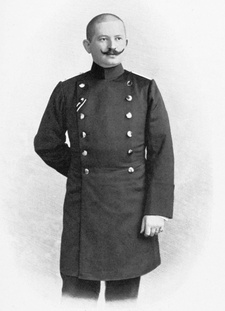
Kurd Schwabe (Datum unbekannt)

Kurd Schwabe, Schreibweise zum Teil auch Curd Schwabe, (* 14. November 1866 in Münster; † September 1920 in Berlin) war ein deutscher Offizier, der unter anderem in der Schutztruppe für Deutsch-Südwestafrika und der Osmanischen Armee diente und sich gleichfalls als Autor kolonialer Schriften betätigte.

## Militärischer Werdegang
Kurd Schwabe wurde als Sohn eines späteren Geheimen Regierungsrates in Münster geboren. 1886 trat er in die Preußische Armee ein. 1893 wurde er von der Kolonialabteilung des Auswärtigen Amtes beauftragt, ein Kontingent von 220 Soldaten zur Verstärkung der Mannschaft von Curt von François nach Deutsch-Südwestafrika zu führen. Unter dessen Kommando nahm Schwabe im Dienstgrad Leutnant am 12. April 1893 am Angriff auf Hornkranz teil. Danach war er kurzzeitig, als Nachfolger des erblindeten Premierleutnants Franz von Bülow, als Stationschef von Swakopmund eingesetzt. Er gründete zu dieser Zeit eine Militärstation bei Goanikontes. Gleichzeitig war Schwabe weiterhin in der Verfolgung des aufständischen Hendrik Witbooi und seiner Guerillakämpfer beschäftigt und nahm im August 1894 an den letzten Kämpfen gegen ihn in den Naukluftbergen teil. 1896 war er Bezirkschef von Okahandja und in dieser Funktion zur Niederschlagung der Rebellion der Ovambanderu kommandiert. Hierbei gelang es ihm, die Ausweitung des Aufstands auf andere Bezirke zu unterbinden. In der Folge wurde er zum Bezirkschef von Otjimbingwe ernannt.
1897 wurde Schwabe nach Deutschland zurückbeordert, wo er sich zunächst nachhaltig für den Eisenbahnbau in Deutsch-Südwestafrika einsetzte. Als Premierleutnant trat er dann in das I. Seebataillon ein und nahm 1900 und 1901 n der Niederschlagung des Boxeraufstandes in China teil. Ab 1904 durchlief er unterschiedliche Verwendungen, so als Adjutant im Stab des Schutztruppenkommandos, danach als Sachverständiger für Kolonialkriegführung im Großen Generalstab und zuletzt im preußischen Kriegsministerium. 1908 nahm Schwabe im Dienstgrad Major seinen Abschied und lebte in Groß-Lichterfelde bei Berlin. Hier war er in der kolonialen Verbandsarbeit aktiv und war Mitbegründer des 1909 von Adolf Friedrich zu Mecklenburg initiierten Kolonialkriegerdank, eine Vereinigung ehemaliger Kolonialsoldaten. 1910 unternahm er eine ausgedehnte Afrikareise, während der er auch Südwestafrika besuchte. Auf der Schiffsreise dorthin lernte er den späteren Oberst Eberhard Schoepffer kennen.
Mit Ausbruch des Ersten Weltkrieges wurde Schwabe reaktiviert und zunächst beim Marinekorps Flandern eingesetzt. Später tat er im Großen Hauptquartier Dienst. Schließlich wurde er der deutschen Militärmission im verbündeten Osmanischen Reich zugeteilt. Als Führer einer Kamelreitertruppe war er am Angriff auf den Sueskanal beteiligt. Als dieser scheiterte, wurde Schwabe zum Osmanischen Oberstleutnant und Kommandeur der 47. türkischen Infanteriedivision an der Palästinafront ernannt. Dort erkrankte er an Gelbfieber. Felddienstunfähig wurde er anschließend als Inspekteur der Kriegsgefangenenlager in Rumänien eingesetzt, wo er das Kriegsende im Stab der Heeresgruppe Mackensen erlebte.
Schwabe verstarb im September 1920 an den Spätfolgen der Gelbfiebererkrankung in Berlin. Er wurde auf dem Parkfriedhof Lichterfelde beigesetzt.

## Familie
Schwabe war seit 1902 mit Editha (geborene Fritsch) verheiratet. Das Paar hatte einen Sohn.

## Schriften
Bereits kurz nach seiner Ankunft in Deutsch-Südwestafrika begann Schwabe, seine Erlebnisse und Erfahrungen in einem umfangreichen schriftlichen Werk niederzulegen. Sein Nachlass als Schriftsteller lässt heute einen detaillierten Blick auf die Geschehnisse und das landesgeschichtliche und militärische Leben in der deutschen Kolonie zu. Die Originalausgaben gelten heute als selten.
- Ein Jagdritt in Deutsch-Südwestafrika. Berlin, 1895.
- Mit Pflug und Schwert in Deutsch-Südwestafrika. Berlin, 1899.
- Dienst und Kriegsführung in den Kolonien und auf überseeischen Expeditionen. Berlin, 1903.
- Im deutschen Diamantenlande. Berlin, 1905.
- Der Krieg in Deutsch-Südwestafrika 1904–1906. C. A. Weller. Berlin, 1907.
- Taschenbuch für Deutsch-Ostafrika. Berlin, 1910/1911.
- Hrsg.: Die Deutschen Kolonien. 2 Bde., Verlagsanstalt für Farbenphotographie Weller & Hüttich, Berlin
  - Bd. 1: Togo, Kamerun, Deutsch-Südwestafrika, 1909 (Digitalisat).
  - Bd. 2: Deutsch-Ostafrika, Kaiser-Wilhelmsland und die Inselwelt im Stillen Ozean, Samoa, Kiautschou, 1910 (Digitalisat).
- Taschenbuch für Südwestafrika. Berlin, 1911.
- Die deutschen Kolonien. 2. Bände, posthum veröffentlicht. Berlin, 1895.